# شيهان كاروناتيلاكا
شيهان كاروناتيلاكا (مواليد 1975)، هو كاتب سريلانكي. نشأ وترعرع في العاصمة كولمبو، ودرس في نيوزيلندا، وعاش وعمل في لندن وأمستردام وسنغافورة. فازت روايته الثالثة «'أقمار مالي ألميدا السبعة» بجائزة بوكر الأدبية البريطانية العريقة لعام 2022.